# 瑪麗-亨麗埃特·德·拉圖爾·奧弗涅
瑪麗-亨麗埃特·德·拉圖爾·奧弗涅（法語：Marie-Henriette de La Tour d'Auvergne，1708年10月24日—1728年7月28日），貝亨奧普佐姆女藩侯，屬於拉圖爾·奧弗涅家族的成員。

## 家庭
1722年，瑪麗-亨麗埃特與普法爾茨-蘇爾茨巴赫的約翰·克里斯蒂安結婚，兩人共有1子1女：
1. 卡爾·特奧多爾（1724年—1799年）
2. 瑪麗亞·安妮（1728年—1728年），夭折